# NGC 5573
NGC 5573 é uma galáxia espiral (S) localizada na direcção da constelação de Virgo. Possui uma declinação de +06° 54' 28" e uma ascensão recta de 14 horas, 20 minutos e 41,4 segundos.
A galáxia NGC 5573 foi descoberta em 8 de Maio de 1864 por Albert Marth.